# Caldeira du Kīlauea
Pour les articles homonymes, voir Kīlauea (homonymie).
La caldeira du Kīlauea est une caldeira des États-Unis située au sommet du Kīlauea, à Hawaï.

## Géographie

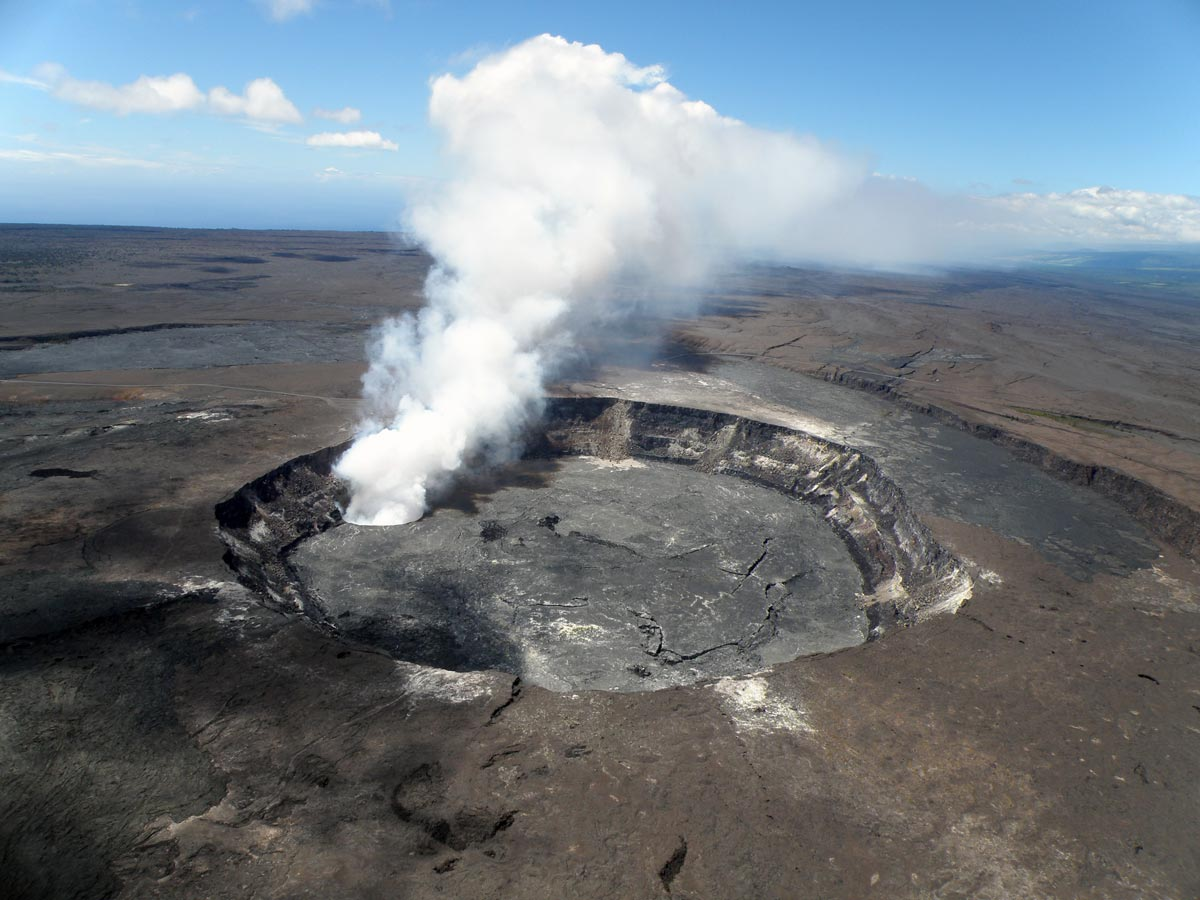
Vue aérienne du cratère Halemaʻumaʻu en activité dans la caldeira du Kīlauea.

La caldeira du Kīlauea est située aux États-Unis, dans le Sud-Est de l'île d'Hawaï, dans l'archipel du même nom. Administrativement, elle fait partie du district de Kaʻū du comté d'Hawaï, dans l'État d'Hawaï.
D'un diamètre de 12,6 kilomètres en tenant en compte des failles les plus extérieures mais longue de 4,7 kilomètres, large de 3,1 kilomètres et profonde de 165 mètres pour sa dépression centrale, elle mesure 10,7 km2 de superficie et culmine à 1 222 mètres d'altitude Une route, la Crater Rim Road, en fait le tour en passant à proximité des locaux de l'observatoire volcanologique d'Hawaï et du centre d'interprétation du parc national des volcans d'Hawaï qui englobe la caldeira.
Le fond de la caldeira est tapissé de coulées de lave dont les plus anciennes remontent à 1885. Le cratère Halemaʻumaʻu en forme de puits, dans le Sud-Ouest de la caldeira, est le siège de l'activité volcanique au sommet du volcan depuis le 3 janvier 1983.

## Histoire
La caldeira du Kīlauea a commencé à se former en plusieurs étapes il y a 1 500 ou 2 000 ans, à peu près à l'époque où Hawaï commence à être habité par des Polynésiens. Ces derniers ne lui donnent cependant aucun nom contrairement au Halemaʻumaʻu. Sa formation s'est poursuivie aux XVIe et XVIIIe siècles  avec de nouveaux effondrements,.

Carte géologique de la caldeira du Kīlauea.